# Junior Tchamadeu
Junior Tchamadeu, né le 22 décembre 2003 à Londres, est un footballeur international camerounais qui évolue au poste d'arrière droit à Stoke City.

## Biographie

### Carrière en club
Né à Londres, en Angleterre,,, Junior Tchamadeu est formé par le Charlton Athletic, avant de commencer sa carrière professionnelle avec le Colchester United en Championnat d'Angleterre de quatrième division. Il joue son premier match avec l'équipe première du club le 5 décembre 2020,.
En septembre 2023, il est transféré à Stoke City en Championnat d'Angleterre de deuxième division. Il s'illustre rapidement avec l'équipe première,,.

### Carrière en sélection
En novembre 2023, Tchamadeu est convoqué pour la première fois avec l'équipe senior du Cameroun,. Il honore sa première sélection le 17 novembre 2023, à l'occasion d'un match de qualification à la Coupe du monde contre l'Île Maurice. Il est titulaire et auteur d'une performance remarquée lors de la victoire 3-0 de son équipe.
En janvier 2024, il est convoqué par Rigobert Song pour prendre part à la Coupe d'Afrique des nations en Côte d'Ivoire,.